# クロノ・デ・ナシオン
クロノ・デ・ナシオン(Chrono des Nations)とは、自転車競技、ロードレースにおける、個人タイムトライアル(ITT)レースの名称。UCIヨーロッパツアー1.1にランクされている。

## 概要
例年、当年の欧州ロードレースシーズンの終わりを告げるレースとしても位置づけられる。
開催地はフランスのヴァンデ。1982年に創設。男子と女子の両部門でそれぞれ争われる。2005年までは、クロノ・デ・エルビエ(Chrono des Herbiers)という名称だったが、2004年限りで、著名な個人タイムトライアルレースであった、グランプリ・デ・ナシオンが廃止になったことを踏まえ、ナシオンという名称を頂き、今日に至る。なお、正式名称は、クロノ・デ・ナシオン - レ・エルビエ・ヴァンデ(Chrono des Nations - Les Herbiers Vendée)。

## 歴代優勝者
| 年   | 男子                                                       | 女子                                                       |
| ---- | ---------------------------------------------------------- | ---------------------------------------------------------- |
| 1982 | ゲリー・ダウセル                                           |                                                            |
| 1983 | デヴィッド・アカム                                         |                                                            |
| 1984 | パトリス・エスノー                                         |                                                            |
| 1985 | ベルナール・リシャール                                     |                                                            |
| 1986 | フラン・プティトー                                         |                                                            |
| 1987 | パスカル・ランス                                           | ジャニー・ロンゴ                                           |
| 1988 | パスカル・ランス                                           | マリア・カニンス                                           |
| 1989 | マルコ・イェーレティヒ                                     | マリア・カニンス                                           |
| 1990 | ヤン・カールソン                                           | アストリト・スホップ                                       |
| 1991 | ヤン・カールソン                                           | ナタリー・ジェンドロン                                     |
| 1992 | アルトゥーラス・カスプティス                               | ジャニー・ロンゴ                                           |
| 1993 | クリス・ボードマン                                         | ロゼリーヌ・リウ                                           |
| 1994 | パスカル・ランス                                           | マリオン・クリニェ                                         |
| 1995 | ヤン・カールソン                                           | ジャニー・ロンゴ                                           |
| 1996 | クリス・ボードマン                                         | クリステル・リシャール                                     |
| 1997 | セルゲイ・ゴンチャール                                     | ズルフィヤ・ザビロワ                                       |
| 1998 | セルゲイ・ゴンチャール                                     | ズルフィヤ・ザビロワ                                       |
| 1999 | セルゲイ・ゴンチャール                                     | ズルフィヤ・ザビロワ                                       |
| 2000 | ジャン・ニュットリ                                         | ジャニー・ロンゴ                                           |
| 2001 | ジャン・ニュットリ                                         | エドヴィージュ・ピテル                                     |
| 2002 | ミヒャエル・リッヒ                                         | ズルフィヤ・ザビロワ                                       |
| 2003 | ミヒャエル・リッヒ                                         | マルガレ・アンスレイ                                       |
| 2004 | ベルト・ルセムス                                           | エドヴィージュ・ピテル                                     |
| 2005 | オンドジェイ・ソセンカ                                     | エドヴィージュ・ピテル                                     |
| 2006 | ライヴィス・ベロホヴォシュチィクス                         | プリスカ・ドップマン                                       |
| 2007 | ラスロ・ボドロギ                                           | スザンヌ・ユンスコック                                     |
| 2008 | ステフ・クレメント                                         | スザンヌ・ユンスコック                                     |
| 2009 | アレクサンドル・ヴィノクロフ                               | ジャニー・ロンゴ                                           |
| 2010 | デヴィッド・ミラー                                         | ジャニー・ロンゴ                                           |
| 2011 | トニー・マルティン                                         | アンバー・ネーベン                                         |
| 2012 | トニー・マルティン                                         | アンバー・ネーベン                                         |
| 2013 | トニー・マルティン                                         | ハンナ・ソロヴェイ                                         |
| 2014 | シルヴァン・シャヴァネル                                   | ハンナ・ソロヴェイ                                         |
| 2015 | ヴァシル・キリエンカ                                       | タティアナ・アントシナ                                     |
| 2016 | ヴァシル・キリエンカ                                       | アン＝ソフィー・デュイク                                   |
| 2017 | Martin Toft Madsen                                         | オドレイ・コルドン                                         |
| 2018 | Martin Toft Madsen                                         | オルガ・ザベリンスカヤ                                     |
| 2019 | ヨス・ファン・エムデン                                     | リア・トーマス                                             |
| 2020 | 新型コロナウイルス感染症の世界的流行 (2019年-)により未開催 | 新型コロナウイルス感染症の世界的流行 (2019年-)により未開催 |
| 2021 | シュテファン・キュング                                     | マーレン・ロイセール                                       |
| 2022 | シュテファン・キュング                                     | エレオノラ・ファン・ダイク                                 |
| 2023 | ジョシュア・ターリング                                     | アナ・キーゼンホファー                                     |
| 2024 | シュテファン・キュング                                     | グレース・ブラウン                                         |